# Pareclectis hobohmi
Pareclectis hobohmi är en fjärilsart som beskrevs av Lajos Vári 1961. Pareclectis hobohmi ingår i släktet Pareclectis och familjen styltmalar.
Artens utbredningsområde är Namibia. Inga underarter finns listade i Catalogue of Life.